# Circobotys malaisei
Circobotys malaisei là một loài bướm đêm trong họ Crambidae.